# 464 (số)
464 (bốn trăm sáu mươi tư) là một số tự nhiên ngay sau 463 và ngay trước 465.